# NGC 4666
NGC 4666 é uma galáxia espiral barrada (SBc) localizada na direcção da constelação de Virgo. Possui uma declinação de -00° 27' 46" e uma ascensão recta de 12 horas, 45 minutos e 08,2 segundos.
A galáxia NGC 4666 foi descoberta em 22 de Fevereiro de 1784 por William Herschel.